# 学寮 (西本願寺)
学寮（がくりょう）は、江戸時代初期に西本願寺が設けた僧侶の教育機関（檀林）。のちに学林と呼ばれ、龍谷大学の前身とみなされる。
なお、東本願寺も同時期に学寮を設けている（大谷大学の前身）。

## 歴史

### 淵源
1639年（寛永16年）、西本願寺第13代門主・良如が本山敷地内、阿弥陀堂の北に、僧侶の教育機関として学寮を創設した。浄土真宗本願寺派の宗門大学・龍谷大学は、これを同学の淵源と見なしている。建物としては、講堂に当たる惣集会所と所化（学生）のための所化寮が設けられていた。当時の所化寮は2階建てで30室あり、4畳の部屋に2人が住んだ。

### 初代能化
学寮の学長を能化といい、所化寮の1階に2部屋使って住んだという。1639年に学寮が竣工し、翌1640年（寛永17年）に准玄が能化職に命じられたが、1647年（正保4年）に自坊に帰ってしまったため、同年9月に西吟が能化職に命じられる。初代能化を、准玄とするか西吟とするかは史料により異なるが、龍谷大学所蔵の『能化講主勧学名帖』は准玄を「講僧」とし、西吟を「初代能化」としている。1650年（慶安3年）には学寮の制条（学則）が制定される。

### 学寮の移転と破却
1647年、学寮は本山敷地外の西侍町に移転したが、その場所は特定できない。さらに1652年（承応元年）、興正寺の南方（現在の興正会館あたり）に再移転する。
ところが、翌1653年（承応2年）、能化・西吟と学僧・月感との間に起きた論争がいわゆる承応の鬩牆に発展し、1655年（明暦元年）に江戸幕府が介入するに至る。結果は西吟の主張が認められ、月感は出雲に流されるが、学寮も取り壊しを命じられた。

### 学寮から学林へ
しかし、地方から学びにやってきた学生たちを放置するわけにもいかず、本山は東中筋にあった医者の屋敷を借りて仮の学寮とし、講義を継続したが、破却にあった以上「学寮」の呼称は使用できず、「学林」と呼ぶようになった。「学林」の語の初見は、第2代能化・知空の『論註翼解』にある。知空はまた1714年（正徳4年）に『学林之由来』を著している。
第3代能化・若霖の記録には「其後町名をも講舎に随い学林町と名づけ申し候」とあり、町名まで学林町と変わることとなった。今も京都市下京区に「学林町」の地名が残っている。1738年、第4代能化・法霖が「学林法制5条」を制定する。

### 発展と火災
学林町時代は、講堂、大門、食堂、寮などの施設を増築するなど拡大・発展したが、1788年（天明8年）に大火により学林は全焼する。この時は本山の集会所を仮学舎として復興され、講堂の再建に続いて南寮、北寮、新寮、東寮、勧学寮なども増築された。

### 三業惑乱と能化職の廃止
しかし、1797年（寛政9年）に第7代能化に就任した智洞が三業帰命説を唱えると、安芸の大瀛、河内の道隠ら在野の学僧（古義派）が批判を挙げ、全国の門徒が混乱して流血の紛争へと発展した（三業惑乱）。最終的に寺社奉行の裁定に持ち込まれ、智洞の説が誤りとされて事態は収拾したが、門主をも凌ぐと言われた能化の権威は崩壊し、西本願寺は能化職を1807年（文化4年）に廃止し、1824年（文政7年）に任期1年の勧学職を置いて集団指導体制に転換する。

### 幕末と維新
学林は幕末の1864年（元治元年）、禁門の変に巻き込まれて炎上し、本山の北集会所を講堂に転用したが、同所も新選組に占拠されたため、南集会所に移転した。学林町に復興を目指すも大政奉還を迎え、1871年（明治4年）に新政府より学林の敷地を上納せよという官命が出され、さらに廃仏棄釈で本山も危機に陥る。こうした中、第21代門主・明如はヨーロッパの大学制度を採り入れ、1876年（明治9年）に学林を「大教校」に転換した。これより以後の歴史は龍谷大学を参照。

## 歴代能化
- 准玄 - 史料により能化とみなされる。龍谷大学は歴代学長の一人としている。龍谷大学所蔵の『能化講主勧学名帖』では准玄を「講僧」とし、西吟を「初代能化」としている[3]。
- 西吟 - 初代能化、月感と論争（承応の鬩牆）。
- 知空 - 第2代能化
- 若霖 - 第3代能化
- 法霖 - 第4代能化、自殺説あり。
- 義教 - 第5代能化
- 功存 - 第6代能化
- 智洞 - 第7代能化、三業惑乱を起こす。